# Big Bad Voodoo Daddy
Big Bad Voodoo Daddy ist eine Neoswing-Band aus Südkalifornien. Zu ihren bedeutendsten Singles gehören Go Daddy-O, You & Me & the Bottle Makes 3 Tonight (Baby) und Mr. Pinstripe Suit. Die Band hat in der Halbzeitpause des Super Bowl XXXIII im Jahr 1999 gespielt.

## Geschichte
Big Bad Voodoo Daddy wurde 1989 in Ventura, California, von Frontmann Scotty Morris gegründet. Der Name der Band entstand, nachdem Morris die Blues-Gitarrenlegende Albert Collins bei einem seiner Konzerte traf:

“He signed my poster ‘To Scotty, the big bad voodoo daddy’. I thought it was the coolest name I ever heard on one of the coolest musical nights I ever had. So when it came time to name this band, I didn’t really have a choice. I felt like it was handed down to me.”

„Er unterschrieb mein Poster mit den Worten ‚Für Scotty, den big bad voodoo daddy‘. Ich dachte, es wäre einfach der tollste Name, den ich jemals gehört habe, und zwar in einer meiner tollsten, musikalischen Nächte. Als ich mir dann einen Namen für die Band ausdenken musste, hatte ich nicht wirklich eine Wahl: Dieser Name war wie für die Band bestimmt.“

Morris und Kurt Sodergren sind die zwei Gründer der Band. Big Bad Voodoo Daddy haben sich auf den Swing der 1940er und 1950er konzentriert und in ihren frühen Jahren diesen in Clubs und Lounges gespielt.

### Frühe Karriere: 1989–1996
Nachdem Morris in den 80ern in Punk- und Alternative-Rock-Bands, wie z. B. False Confession, einer Band der Nardcore-Szene, spielte, gründete er mit Kurt Sodergren Big Bad Voodoo Daddy. Die Band veröffentlichte zwei CDs, Big Bad Voodoo Daddy und Watchu’ Want for Christmas? unter ihrem eigenen Plattenlabel Big Bad Records, bevor sie den großen Durchbruch mit ihren Songs You & Me & the Bottle Makes 3 Tonight (Baby), I Wan’na Be Like You und Go Daddy-O hatten, nachdem diese im Soundtrack der Tragikomödie Swingers enthalten waren.

### Kommerzieller Erfolg: 1997–2004
Ab dann waren sie bei Capitol Records unter Vertrag. Dort veröffentlichten sie die Alben Americana Deluxe, This Beautiful Life und Save My Soul. Die Band führte ihre Touren, Auftritte und Albenveröffentlichungen fort. 1999 trat sie in der Halbzeit-Show des Super Bowl, 2006 beim Capital One Bowl auf und diente ein paar Jahre lang als Hausband für die ESPY Awards von ESPN. Außerdem veröffentlichten sie eine Variante der Titelmusik der Sitcom Hinterm Mond gleich links, welche in der 1999/2000-Season verwendet wurde.

### Live-Auftritte und Rückkehr: ab 2005
In den letzten Jahren spielt Big Bad Voodoo Daddy viele Popmusik-Programme amerikanischer Sinfonieorchester, u. a. Los Angeles Philharmonic Orchestra, San Francisco Symphony und Atlanta Symphony. Sie schrieben ein neues Lied für den Film Tierisch wild und nahmen eines für die Weihnachtsferien-Spezialfolge von Phineas und Ferb auf. Big Bad Voodoo Daddy trat zudem in der Erfolgsfernsehshow Dancing with the Stars und in der Tonight Show mit Jay Leno auf, um ihr Album How Big Can You Get?: The Music of Cab Calloway vorzustellen, eine Zusammenstellung ihrer Interpretationen von Liedern Cab Calloways aus dem April 2009.

## Diskografie

### Studioalben
| Jahr | Titel                | Höchstplatzierung, Gesamtwochen, AuszeichnungChartsChartplatzierungen (Jahr, Titel, Platzierungen, Wochen, Auszeichnungen, Anmerkungen) | Anmerkungen |
| Jahr | Titel                | US | Anmerkungen |
| ---- | -------------------- | --- | ----------- |
| 1994 | Big Bad Voodoo Daddy | US47 Platin · (56 Wo.)US |             |
| 1999 | This Beautiful Life  | US93 (3 Wo.)US |             |
| 2003 | Save My Soul         | US195 (1 Wo.)US |             |
| 2012 | Rattle Them Bones    | US129 (1 Wo.)US |             |

Weitere Studioalben
- Watchu’ Want for Christmas? (1997)
- Americana Deluxe (1998)
- Everything You Want for Christmas (2004)
- How Big Can You Get?: The Music of Cab Calloway (2009)

Livealben
- Big Bad Voodoo Daddy Live (2004)

Singles
- You & Me & the Bottle Makes 3 Tonight (Baby), CD-Single (Interscope Records, 1999)

## Verschiedenes
- Big Bad Voodoo Daddy erschien in Night of the Living Doo, einer besonderen, absurden Episode von Scooby-Doo.
- Big Bad Voodoo Daddy spielte sich im Film Swingers selbst, in welchem sie in einem Club u. a. ihr Lied You & Me & the Bottle Makes 3 Tonight (Baby) spielen.